# 徐薇
徐薇（英語：Ruby Hsu，1967年1月13日—），本名鄭如薇， 生于苗栗縣苗栗市，客家人，臺湾英語补习班精英教师，「徐薇文教機構」創辦人，毕业于国立臺湾大学外國語文學系和臺北市立第一女子高级中学，于2008年起加盟事業，現全臺灣有兩百多間分校。2011年起和陳建州共同主持TVBS節目上班這黨事，之後陪兒子出國請辭。

## 補教事業
徐薇高中畢業後，當年在大學聯考中以英文科全台榜眼（第二高分）考上進入國立臺灣大學外國語文學系全國榜眼。為了家計在補習班擔任英文教師。畢業後，她原先在外商公司工作，同時在忠信補習班兼差教國中英文。當年進南陽街當老師，被要求取兩個字的名字，因自覺「鄭薇」音太重，而隨奶奶姓的「楊薇」則諧音不雅，便選擇其祖輩姓，使用「徐薇」。
1992年，在臺北市南陽街開設升大學補習班「徐薇高中英文補習班」，以「徐薇英文」為品牌，累計教過的學生數萬人。
1997年成立專業出版影音教材的「徐薇文化事業有限公司」，藉著出版英語教材、主持電視及廣播電臺英語教學節目，她漸漸成為臺灣的補教名師，並成立「徐薇文教機構」，在升學主義盛行下競爭激烈的臺灣補教業佔有一席之地。
2008年開始推動小學補習班加盟體系「徐薇英文國小菁英班」，目前全臺灣已有超過兩百家分校。目前也在電視主持綜藝節目。

## 事件
抄襲風波
- 2003年2月，徐薇在英語補教業的強勁對手劉毅所開設的「劉毅英文家教班」向檢警單位指控其涉嫌抄襲該班所主編的講義。2004年，檢方認定徐薇補習班的英文教材抄襲劉毅英文的教材，將徐薇補習班實際負責該教材的國中部主任蔣美經提起公訴，而徐薇本人則因罪證不足而獲不起訴處分，風波暫時告一段落。
- 2005年6月，遠東圖書公司向法院提出告訴，指控徐薇文化公司出版的《高一第1冊單字手冊（A）》以相同章節編排、整段抄襲該公司出版的教科書《高中英文》。2006年3月，徐薇文教機構解釋是因為「工讀生的疏忽」，函覆致歉並保證不再抄襲，並表示願意賠償新臺幣二十五萬元。[5]
- 2006年12月5日，臺灣臺北地方法院檢察署以違反著作權法之罪名，將徐薇與江正明（徐薇的丈夫，徐薇文教機構的班主任）起訴。檢察官指控：江正明指示工讀生，依照遠東圖書公司《新時代遠東高中英文》第2冊與《新解析遠東高中英文》第1、2冊（皆由殷非凡主編）部分內容，重製成徐薇文教機構的教材。[6]
- 2014年10月9日，智慧財產法院認定徐薇文化公司出版的小學英文教材《Ruby Kids》侵害龍行科技的編輯著作權，判決徐薇文化公司及其兩名員工連帶賠償新臺幣五十萬元；至於龍行科技一併控告徐薇與江正明共同侵權行為部分，法官認定無法證明徐薇與江正明知悉或參與侵害著作權行為，故判決兩人免賠。徐薇文化公司回應，會提起上訴；龍行科技老闆陳憲良回應，徐薇文化公司侵權導致龍行科技損失近新臺幣1700萬元，龍行科技一定會提起上訴，「上訴後會再提出對方發行數量、銷售金額，供法院參考」。[7]

## 主持

### 已不主持
| 頻道             | 節目                                                                |
| ---------------- | ------------------------------------------------------------------- |
| 臺灣電視公司     | 《天天樂翻天》（僅主講〈瘋笑ABC〉單元）                             |
| 臺灣電視公司     | 《微笑生活客語》                                                    |
| 傳訊電視大地頻道 | 《徐薇的Friends' Talk》（《六人行》的附加節目，介紹美式英語的俚語） |
| 華視、公視       | 行政院客家委員會《薇笑講客語》                                      |
| NEWS 98          | 《徐薇英文教室》                                                    |
| NEWS 98          | 《週末薇薇笑》                                                      |
| 客家電視台       | 《客話英文大家講》                                                  |
| 中天娛樂台       | 《老闆請用我》（與何戎主持）                                        |
| TVBS歡樂台       | 《上班這黨事》（搭檔陳建州）                                        |

## 電影
| 年份   | 片名   | 角色         |
| ------ | ------ | ------------ |
| 2014年 | 大宅們 | 大學英文老師 |

## 電視劇
| 年份   | 頻道 | 劇名         | 角色 |
| 2023年 | 民視 | 《市井豪門》 | 徐薇 |

## 其他
徐薇的獨子江大成於2015年1月8日錄中天《大學生了沒》，他說目前就讀臺灣大學經濟學系二年級。還爆料媽媽在螢幕上笑臉迎人，家教十分嚴格，規定他每周要念10小時英文

## 外部連結
- 徐薇的Facebook專頁